# Llano de la Mosca
Llano de la Mosca är en ort i Mexiko.   Den ligger i kommunen Cochoapa el Grande och delstaten Guerrero, i den sydöstra delen av landet, 260 km söder om huvudstaden Mexico City. Llano de la Mosca ligger 2 265 meter över havet och antalet invånare är 177.
Terrängen runt Llano de la Mosca är kuperad norrut, men söderut är den bergig. Runt Llano de la Mosca är det ganska tätbefolkat, med 60 invånare per kvadratkilometer. Närmaste större samhälle är San Rafael, 7,6 km norr om Llano de la Mosca. I omgivningarna runt Llano de la Mosca växer huvudsakligen savannskog.